# I Still Do
I Still Do je třiadvacáté studiové album britského kytaristy a zpěváka Erica Claptona. Vyšlo v květnu roku 2016 a jeho producentem byl Glyn Johns, který produkoval již dvě jeho alba ze sedmdesátých let: Slowhand (1977) a Backless (1978). Album obsahuje převážně coververze písní jiných autorů, například JJ Calea, Boba Dylana a Leroye Carra. Na obalu alba se nachází Claptonův portrét od Petera Blaka.

## Seznam skladeb
1. „Alabama Woman Blues“ (Leroy Carr) – 5:06
2. „Can't Let You Do It“ (JJ Cale) – 3.50
3. „I Will Be There“ (Paul Brady, John O'Kane) – 4:37
4. „Spiral“ (Eric Clapton, Andy Fairweather Low, Simon Climie) – 5:04
5. „Catch the Blues“ (Eric Clapton) – 4:51
6. „Cypress Grove“ (Skip James) – 4:4
7. „Little Man, You've Had a Busy Day“ (Al Hoffman, Mabel Wayne, Maurice Sigler) – 3:11
8. „Stones in My Passway“ (Robert Johnson) – 4:03
9. „I Dreamed I Saw St. Augustine“ (Bob Dylan) – 4:02
10. „I'll Be Alright“ (tradicionál) – 4:23
11. „Somebody's Knockin'“ (JJ Cale) – 5:11
12. „I'll Be Seeing You“ (Sammy Fain, Irving Kahal) – 5:00

## Obsazení
- Eric Clapton – kytara, tamburína, zpěv
- Henry Spinetti – bicí, perkuse
- Dave Bronze – baskytara, kontrabas
- Andy Fairweather Low – kytara, zpěv
- Paul Carrack – varhany, zpěv
- Chris Stainton – klávesy
- Simon Climie – kytara, klávesy
- Dirk Powell – akordeon, mandolína, zpěv
- Walt Richmond – klávesy
- Ethan Johns – perkuse
- Michelle John – zpěv
- Sharon White – zpěv
- Angelo Mysterioso – kytara, zpěv